# Presidente Nereu
Presidente Nereu is een gemeente in de Braziliaanse deelstaat Santa Catarina. De gemeente telt 2.324 inwoners (schatting 2009).